# Harzweg 13 (Quedlinburg)

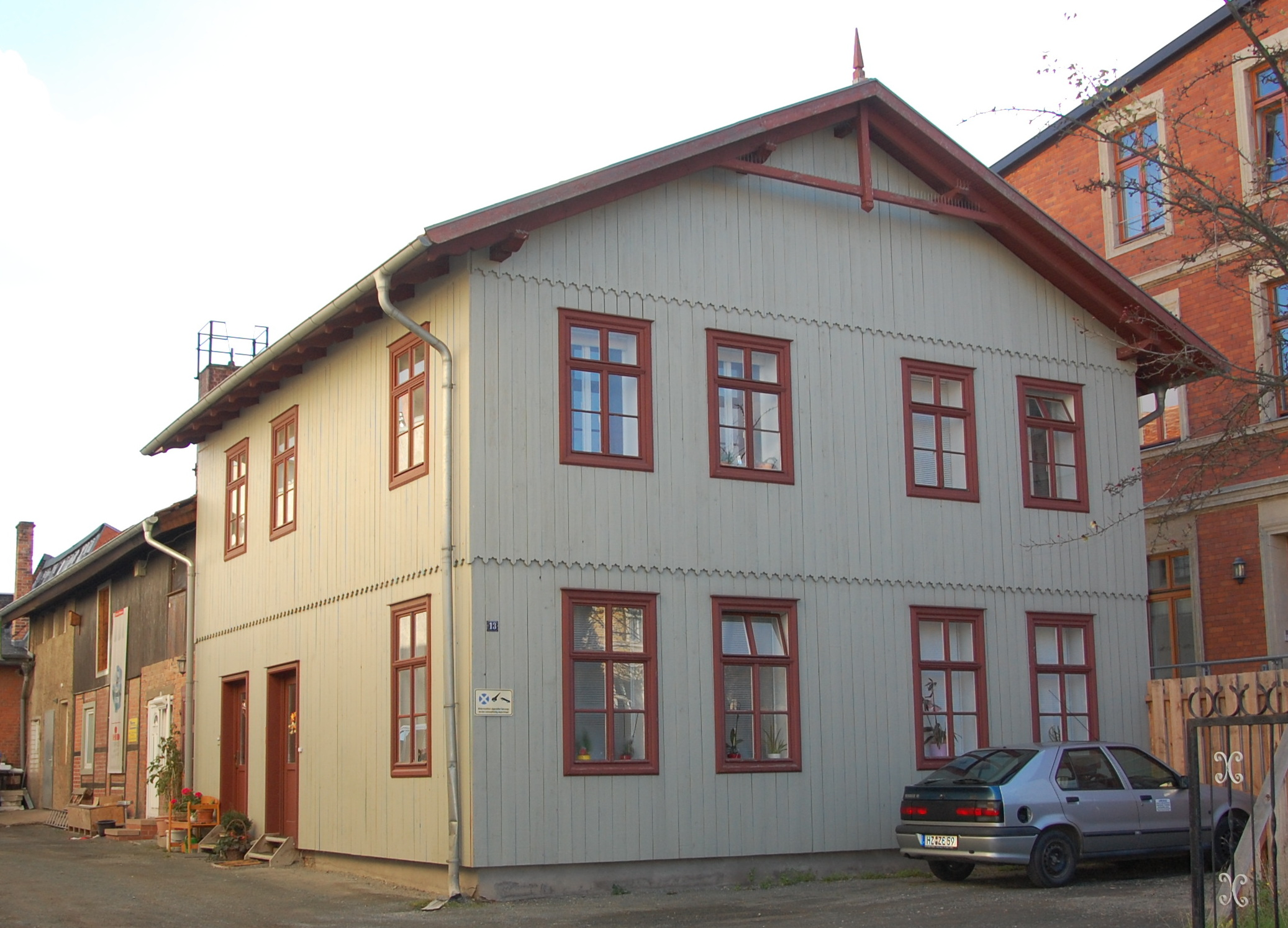
Harzweg 13

Das Haus Harzweg 13 ist ein denkmalgeschütztes Gebäude in Quedlinburg in Sachsen-Anhalt.

## Lage
Das im Quedlinburger Denkmalverzeichnis als Wohnhaus eingetragene Gebäude befindet sich südlich der Quedlinburger Altstadt auf der Südseite des Harzwegs.

## Architektur und Geschichte
Das zweigeschossige Gebäude entstand in der Zeit um 1850 im Stil der Harzer Landhausarchitektur. Die Fassaden des mit dem Giebel zur Straße ausgerichteten Hauses sind mit einer vertikalen Verbretterung verkleidet. Als zierendes Element besteht ein Freigespärre. Noch Ende des 20. Jahrhunderts waren die Blumenkästen sowie die Fensterläden und Rahmen im Originalzustand erhalten.
Es erfolgte dann ein Umbau. Statt der giebelseitigen drei Fensterachsen, wurden vier Fensterachsen eingefügt. Die fünfachsige Ostfassade wurde auf drei Achsen reduziert.